# Gosford
Gosford è una città australiana nello Stato del Nuovo Galles del Sud.
Sorge a circa 80 km da Sydney presso l'estremità settentrionale della Brisbane Water, tra l'estuario del fiume Hawkesbury e Broken Bay.
Gosford è il centro amministrativo della regione urbana Central Coast, la terza più estesa area urbana dello Stato.